# Corylus
Corylus (nocciolo) L., 1753 è un genere di piante appartenente alla famiglia Betulaceae.

## Tassonomia
In questo genere sono riconosciute le seguenti specie:
- Corylus americana Walter
- Corylus avellana L. - Nocciolo comune
- Corylus chinensis Franch.
- Corylus colchica Albov
- Corylus colurna L. - Nocciolo turco
- Corylus × colurnoides C.K.Schneid.
- Corylus cornuta Marshall
- Corylus fargesii (Franch.) C.K.Schneid.
- Corylus ferox Wall.
- Corylus heterophylla Fisch. ex Trautv.
- Corylus jacquemontii Decne.
- Corylus maxima Mill. - Nocciolo lungo
- Corylus potaninii Bobrov
- Corylus sieboldiana Blume - Nocciolo del Giappone
- Corylus wangii Hu
- Corylus wulingensis Q.X.Liu & C.M.Zhang
- Corylus yunnanensis (Franch.) A.Camus

## Usi
Sono edibili i frutti di ogni varietà di nocciolo. Il nocciolo comune (Corylus avellana) è la prima specie più coltivata; nessun'altra specie ha particolare rilevanza commerciale.
Un certo numero di varietà sono coltivate come piante ornamentali, per i rami contorti (C. avellana 'Contorta'), penduli (C. avellana 'Pendula') o per i petali viola (C. maxima 'Purpurea').
Il legno del nocciolo si usa tradizionalmente per costruire graticci, palizzate, canestri. L'albero può essere capitozzato, dato che emette polloni dopo pochi anni.
Foglie e germogli sono cibo per le larve di varie specie di Lepidotteri.

## Folklore
I Celti ritenevano i noccioli fonte di saggezza e ispirazione. Numerose leggende celtiche parlano di nove noccioli cresciuti intorno a uno specchio d'acqua, in cui cadevano i frutti maturi, mangiati da un salmone (pesce sacro ai Celti), il quale assorbiva la loro saggezza. In una di queste leggende un druido, nella speranza di diventare onnisciente, pescò uno dei salmoni e chiese a un allievo di arrostirlo senza assaggiarlo. Mentre lo cucinava, si formò una bolla che l'allievo fece scoppiare col dito e assorbì la saggezza del pesce succhiandosi il dito scottato. Il ragazzo si chiamava Fionn Mac Cumhail (Fin McCool) e divenne uno tra i più celebri eroi della mitologia gaelica.
I fratelli Grimm, ne "Il ramo del nocciolo" sostengono che essi proteggono al meglio da tutti i rettili e dagli animali striscianti.